# 回车镇
回车镇，是河南省西峡县下辖的一个镇。全镇总面积186平方公里，人口约3.5万。

## 镇名由来
说法有两种：
- 战国时期，孔子周游列国，经楚国去秦国时，路径西峡，但被楚昭王阻拦，只好回车返回鲁国。孔子回车之地便取名回车。

- 相传是屈原叱马南归之地。

## 地理
地势东北高，西南低，呈不规则长方形，是一个以浅山丘陵为主。南部是海拔960米的霄山，北部是道教圣地白大垛。

## 行政区划
桥头溪乡下辖以下地区：
老庙岗村、古庄河村、红石桥村、杜店村、花园村、油坊村、双河村、屈原岗村、东沟村、八龙庙村、黑虎庙村、毛河村、回车堂村、大块地村、王营村、吴岗村、石梯村、陡沟村、黄湾村、挡子岭村和西沟村。